# Llista de les pel·lícules de l'Univers cinematogràfic de Marvel
Les pel·lícules de l'Univers cinematogràfic de Marvel (UCM o MCU de Marvel Cinematic Univers en anglès) són una sèrie de pel·lícules estatunidenques de superherois produïdes per Marvel Studios i basades en personatges que apareixen a les publicacions de Marvel Comics. L'UCM és l'univers compartit en el qual es desenvolupen totes les pel·lícules. Hom produeix pel·lícules del 2007 ençà i en aquest temps Marvel Studios ja n'ha produït i estrenat 29, amb almenys 14 més en diferents etapes de desenvolupament. És la franquícia cinematogràfica més taquillera de tots els temps, amb més de 27,3 mil milions de dòlars a la taquilla mundial. Això inclou Avengers: Endgame, que es va convertir en el pel·lícula més taquillera de tots els temps en el moment de la seva estrena.

## Pel·lícules

### The Infinity Saga
Les pel·lícules de la Fase 1 a la Fase 3 se'ls anomena col·lectivament com a «The Infinity Saga».
| Títol                               | Any             | Director                | Guionista/es                                                           | Productor/s                          | Distribució                               | Estat     |
| Fase 1                              | Fase 1          | Fase 1                  | Fase 1                                                                 | Fase 1                               | Fase 1                                    | Fase 1    |
| ----------------------------------- | --------------- | ----------------------- | ---------------------------------------------------------------------- | ------------------------------------ | ----------------------------------------- | --------- |
| Iron Man                            | 2 maig 2008     | Jon Favreau             | Mark Fergus, Hawk Ostby, Art Marcum, Matt Holloway                     | Avi Arad, Kevin Feige                | Paramount Pictures                        | Estrenada |
| L'increïble Hulk                    | 13 juny 2008    | Louis Leterrier         | Zak Penn                                                               | Avi Arad, Gale Ann Hurd, Kevin Feige | Universal Pictures                        | Estrenada |
| Iron Man 2                          | 7 maig 2010     | Jon Favreau             | Justin Theroux                                                         | Kevin Feige                          | Paramount Pictures                        | Estrenada |
| Thor                                | 6 maig 2011     | Kenneth Branagh         | Ashley Edward Miller, Zack Stentz, Don Payne                           | Kevin Feige                          | Paramount Pictures                        | Estrenada |
| Captain America: The First Avenger  | 22 juliol 2011  | Joe Johnston            | Christopher Markus, Stephen McFeely                                    | Kevin Feige                          | Paramount Pictures                        | Estrenada |
| The Avengers                        | 4 maig 2012     | Joss Whedon             | Joss Whedon                                                            | Kevin Feige                          | Walt Disney Pictures i Paramount Pictures | Estrenada |
| Fase 2                              |                 |                         |                                                                        |                                      |                                           |           |
| Iron Man 3                          | 3 maig 2013     | Shane Black             | Drew Pearce, Shane Black                                               | Kevin Feige                          | Walt Disney Pictures i Paramount Pictures | Estrenada |
| Thor: The Dark World                | 8 novembre 2013 | Alan Taylor             | Christopher Yost, Christopher Markus, Stephen McFeely                  | Kevin Feige                          | Walt Disney Pictures                      | Estrenada |
| Captain America: The Winter Soldier | 4 abril 2014    | Anthony i Joe Russo     | Christopher Markus, Stepher McFeely                                    | Kevin Feige                          | Walt Disney Pictures                      | Estrenada |
| Guardians of the Galaxy             | 1 agost 2014    | James Gunn              | James Gunn, Nicole Perlman                                             | Kevin Feige                          | Walt Disney Pictures                      | Estrenada |
| Avengers: Age of Ultron             | 1 maig 2015     | Joss Whedon             | Joss Whedon                                                            | Kevin Feige                          | Walt Disney Pictures                      | Estrenada |
| Ant-Man                             | 17 juliol 2015  | Peyton Reed             | Edgar Wright, Joe Cornish, Adam McKay, Paul Rudd                       | Kevin Feige                          | Walt Disney Pictures                      | Estrenada |
| Fase 3                              |                 |                         |                                                                        |                                      |                                           |           |
| Captain America: Civil War          | 6 maig 2016     | Anthony i Joe Russo     | Christoper Markus, Stephen McFeely                                     | Kevin Feige                          | Walt Disney Pictures                      | Estrenada |
| Doctor Strange                      | 4 novembre 2016 | Scott Derrickson        | Jon Spaihts, Scott Derrickson, C. Robert Cargill                       | Kevin Feige                          | Walt Disney Pictures                      | Estrenada |
| Guardians of the Galaxy Vol. 2      | 5 maig 2017     | James Gunn              | James Gunn                                                             | Kevin Feige                          | Walt Disney Pictures                      | Estrenada |
| Spider-Man: Homecoming              | 7 juliol 2017   | Jon Watts               | John Francis Daley, Jonathan M. Goldstein, Christopher Ford, Jon Watts | Kevin Feige, Amy Pascal              | Sony Pictures Entertainment               | Estrenada |
| Thor: Ragnarok                      | 3 novembre 2017 | Taika Waititi           | Eric Pearson                                                           | Kevin Feige                          | Walt Disney Pictures                      | Estrenada |
| Black Panther: Wakanda Forever      | 16 febrer 2018  | Ryan Coogler            | Joe Robert Cole, Ryan Coogler                                          | Kevin Feige                          | Walt Disney Pictures                      | Estrenada |
| Avengers: Infinity War              | 27 abril 2018   | Anthony i Joe Russo     | Christopher Markus, Stephen McFeely                                    | Kevin Feige                          | Walt Disney Pictures                      | Estrenada |
| Ant-Man and The Wasp                | 6 juliol 2018   | Peyton Reed             | Andrew Barrer, Gabriel Ferrari, Paul Rudd                              | Kevin Feige                          | Walt Disney Pictures                      | Estrenada |
| Captain Marvel                      | 8 març 2019     | Anna Boden i Ryan Fleck | Nicole Perlman, Meg LeFauve                                            | Kevin Feige                          | Walt Disney Pictures                      | Estrenada |
| Avengers: Endgame                   | 26 abril 2019   | Anthony i Joe Russo     | Christopher Markus, Stephen McFeely                                    | Kevin Feige                          | Walt Disney Pictures                      | Estrenada |
| Spider-Man: Far From Home           | 2 juliol 2019   | Jon Watts               | Chris McKenna, Erik Sommers                                            | Kevin Feige, Amy Pascal              | Sony Pictures Entertainment               | Estrenada |

### The Multivers Saga
Les pel·lícules de la Fase 4 a la Fase 6 es coneixen tots com a «The Multivers Saga». També inclou diverses sèries i dos especials disponibles a Disney+.
| Títol                                       | Any                   | Director              | Guionista/es                     | Productor/s                     | Distribució          | Estat              |
| Fase 4                                      | Fase 4                | Fase 4                | Fase 4                           | Fase 4                          | Fase 4               | Fase 4             |
| ------------------------------------------- | --------------------- | --------------------- | -------------------------------- | ------------------------------- | -------------------- | ------------------ |
| Black Widow                                 | 9 juliol 2021         | Cate Shortland        | Jac Schaeffer i Ned Benson       | Kevin Feige                     | Walt Disney Pictures | Estrenada          |
| Shang-Chi and the Legend of the Ten Rings   | 3 setembre 2021       | Destin Daniel Cretton | David Callaham i Steve Englehard | Kevin Feige i Jonathan Schwartz | Walt Disney Pictures | Estrenada          |
| Eternals                                    | 5 novembre 2021       | Chloé Zhao            | Matthew Firpo i Ryan Firpo       | Kevin Feige i Nate Moore        | Walt Disney Pictures | Estrenada          |
| Spider-Man: No Way Home                     | 17 desembre 2021      | Jon Watts             | Chris McKenna i Erik Sommers     | Kevin Feige i Amy Pascal        | Walt Disney Pictures | Estrenada          |
| Doctor Strange in the Multiverse of Madness | 6 maig 2022           | Scott Derrickson      | Scott Derrickson i Jade Bartlett | Kevin Feige                     | Walt Disney Pictures | Estrenada          |
| Thor: Love and Thunder                      | 8 juliol 2022         | Taika Waititi         | Taika Waititi                    | Kevin Feige i Brad Winderbaum   | Walt Disney Pictures | Estrenada          |
| Black Panther: Wakanda Forever              | 11 novembre 2022      | Ryan Coogler          | Ryan Coogler                     | Kevin Feige                     | Walt Disney Pictures | En postproducció   |
| Fase 5                                      |                       |                       |                                  |                                 |                      |                    |
| Ant-Man and the Wasp: Quantumania           | 17 febrer 2023        | Peyton Reed           | Jeff Loveness                    | Kevin Feige                     | Walt Disney Pictures | En postproducció   |
| Guardians of the Galaxy Vol. 3              | 5 maig 2023           | James Gunn            | James Gunn                       | Kevin Feige                     | Walt Disney Pictures | En postproducció   |
| The Marvels                                 | 28 juliol 2023        | Nia DaCosta           | Megan McDonnell                  | Kevin Feige                     | Walt Disney Pictures | En postproducció   |
| Blade                                       | 3 de novembre de 2023 | Bassam Tariq          | Stacy Osei-Kuffour               | Kevin Feige i Eric Carroll      | TBA                  | En preproducció    |
| Captain America: New World Order            | 3 de maig de 2024     | Julius Onah           | Malcolm Spellman i Dalan Musson  | Kevin Feige                     | TBA                  | En desenvolupament |
| Thunderbolts                                | 26 de juny de 2024    | Jake Schreier         | Eric Pearson                     | Kevin Feige                     | TBA                  | En desenvolupament |
| Fase 6                                      |                       |                       |                                  |                                 |                      |                    |
| Fantastic Four                              | 8 de novembre de 2024 | TBA                   | TBA                              | Kevin                           | TBA                  | En desenvolupament |
| Avengers: The Kang Dynasty                  | 2 de maig de 2025     | TBA                   | TBA                              | Kevin                           | TBA                  | En desenvolupament |
| Avengers: Secret Wars                       | 7 de novembre de 2025 | TBA                   | TBA                              | Kevin                           | TBA                  | En desenvolupament |

### Futur
| Pel·lícula                                                       | Any | Director              | Guionista/es                                                            | Productor/s                   | Estat              |
| ---------------------------------------------------------------- | --- | --------------------- | ----------------------------------------------------------------------- | ----------------------------- | ------------------ |
| Pel·lícula de Deadppol sense títol                               | TBA | Shawn Levy            | Rhett Reese & Paul Wernick and Wendy Molyneux & Lizzie Molyneux-Logelin | Kevin Feige and Ryan Reynolds | En desenvelupament |
| Seqüela sense títol de Shang-Chi and the Legend of the Ten Rings | TBA | Destin Daniel Cretton | Destin Daniel Cretton                                                   | Kevin Feige                   | En desenvelupament |
| Pel·lícula sense títol centrada en mutants                       | TBA | TBA                   | TBA                                                                     | Kevin Feige                   | En desenvelupament |

En un moment donat, Marvel Studios té previstes futures pel·lícules de cinc a sis anys més enllà del que han anunciat. L'abril de 2014, hom va planificar històries addicionals fins al 2028 i les pel·lícules del 2032 hom els planificava durant l'abril de 2022. Disney ha programat dates de llançament addicionals per a es de Marvel Studios no anunciades per al 16 de febrer de 2024, juntament amb el 14 de febrer i el 25 de juliol de 2025 i el 13 de febrer, l'1 de maig, el 24 de juliol i el 6 de novembre de 2026.

#### Pel·lícula sense títol deDeadpool
Després de l'anunci de l'adquisició de 21st Century Fox el desembre de 2017 per part de Disney, el CEO de Disney, Bob Iger, va dir que Ryan Reynolds tornaria a interpretar el seu paper de Wade Wilson / Deadpool de les pel·lícules de X-Men de 20è Century Fox, Deadpool (2016) i Deadpool 2 (2018) al MCU. El desembre de 2019, Reynolds va confirmar que una tercera pel·lícula de Deadpool estava en desenvolupament a Marvel Studios amb Wendy Molyneux i Lizzie Molyneux-Logelin com a guionistes, el novembre de 2020, just quan es va confirmar la participació de Reynolds i la classificació R de la pel·lícula. El gener de 2021, Feige va confirmar l'ambientació de la pel·lícula en l'UCM. El març de 2022, Rhett Reese i Paul Wernick van ser contractats per a reescriure el guió, mentre que hom va revelar que Shawn Levy n'era el director. La productora Maximum Effort de Reynolds coprodueix la pel·lícula. Hom espera que el rodatge comenci acabat el 2022.

#### Seqüela sense títolde Shang-Chi and the Legend of the Ten Rings
El desembre de 2021, hom va anunciar que estarà en desenvolupament una seqüela de Shang-Chi and the Legend of the Ten Rings (2021), amb Destin Daniel Cretton com a guionista i director altra vegada. Hom esperava que Simu Liu tornés com a Shang-Chi el següent mes.

#### Pel·lícula sense títol centrat en els mutants
A la Comic-Con de San Diego de 2019, Feige va anunciar que Marvel Studios desenvolupava una pel·lícula per a mutants, que incloïa X-Men. Va afegir que aquests termes són intercanviables i que la representació de l'UCM seria diferent de la pel·lícula de 20th Century Fox.

#### Altres
Marvel Studios treballa en un projecte desconegut amb Scarlett Johansson, qui serà una productora.

## Repartiment i personatges recurrents
- Una cel·la de color gris fosc indica que el personatge no era a la pel·lícula o que la presència del personatge encara no s'ha confirmat.
- A C indica un paper de cameo no acreditat.
- A P indica una aparició a les fotografies en pantalla.
- A V indica un paper només de veu.

| Personatge                                       | Fase 1                                   | Fase 2             | Fase 3               | Fase 4               | Fase 5            |
| ------------------------------------------------ | ---------------------------------------- | ------------------ | -------------------- | -------------------- | ----------------- |
| Bruce Banner Hulk                                | Edward Norton Lou FerrignoV Mark Ruffalo | Mark Ruffalo       | Mark Ruffalo         | Mark RuffaloC        |                   |
| James "Bucky" Barnes Winter Soldier / White Wolf | Sebastian Stan                           | Sebastian Stan     | Sebastian Stan       |                      |                   |
| Clint Barton Hawkeye                             | Jeremy Renner                            | Jeremy Renner      | Jeremy Renner        | Jeremy RennerC P V   |                   |
| Peggy Carter                                     | Hayley Atwell                            | Hayley Atwell      | Hayley Atwell        |                      |                   |
| Carol Danvers Captain Marvel                     |                                          |                    | Brie Larson          | Brie LarsonC         | Brie Larson       |
| Drax the Destroyer                               |                                          | Dave Bautista      | Dave Bautista        | Dave Bautista        | Dave Bautista     |
| Jane Foster Mighty Thor                          | Natalie Portman                          | Natalie Portman    | Natalie Portman      | Natalie Portman      |                   |
| Nick Fury                                        | Samuel L. Jackson                        | Samuel L. Jackson  | Samuel L. Jackson    |                      | Samuel L. Jackson |
| Gamora                                           |                                          | Zoe Saldaña        | Zoe Saldaña          |                      | Zoe Saldaña       |
| Groot                                            |                                          | Vin DieselV        | Vin DieselV          | Vin DieselV          | Vin DieselV       |
| Heimdall                                         | Idris Elba                               | Idris Elba         | Idris Elba           | Idris Elba           |                   |
| Maria Hill                                       | Cobie Smulders                           | Cobie Smulders     | Cobie Smulders       |                      |                   |
| Happy Hogan                                      | Jon Favreau                              | Jon Favreau        | Jon Favreau          | Jon Favreau          |                   |
| Scott Lang Ant-Man                               |                                          | Paul Rudd          | Paul Rudd            |                      | Paul Rudd         |
| Ned Leeds                                        |                                          |                    | Jacob Batalon        | Jacob Batalon        |                   |
| Loki                                             | Tom Hiddleston                           | Tom Hiddleston     | Tom Hiddleston       |                      |                   |
| Mantis                                           |                                          |                    | Pom Klementieff      | Pom Klementieff      | Pom Klementieff   |
| Wanda Maximoff Scarlet Witch                     |                                          | Elizabeth Olsen    | Elizabeth Olsen      | Elizabeth Olsen      |                   |
| Michelle "MJ"                                    |                                          |                    | Zendaya              | Zendaya              |                   |
| Nebula                                           |                                          | Karen Gillan       | Karen Gillan         | Karen Gillan         | Karen Gillan      |
| Odin                                             | Anthony Hopkins                          | Anthony Hopkins    | Anthony Hopkins      |                      |                   |
| Okoye                                            |                                          |                    | Danai Gurira         | Danai Gurira         |                   |
| May Parker                                       |                                          |                    | Marisa Tomei         | Marisa Tomei         |                   |
| Peter Parker Spider-Man                          |                                          |                    | Tom Holland          | Tom Holland          |                   |
| Pepper Potts                                     | Gwyneth Paltrow                          | Gwyneth Paltrow    | Gwyneth Paltrow      |                      |                   |
| Hank Pym                                         |                                          | Michael Douglas    | Michael Douglas      |                      | Michael Douglas   |
| Peter Quill Star-Lord                            |                                          | Chris Pratt        | Chris Pratt          | Chris Pratt          | Chris Pratt       |
| James "Rhodey" Rhodes War Machine / Iron Patriot | Terrence Howard Don Cheadle              | Don Cheadle        | Don Cheadle          |                      |                   |
| Rocket                                           |                                          | Bradley CooperV    | Bradley CooperV      | Bradley CooperV      | Bradley CooperV   |
| Steve Rogers Captain America                     | Chris Evans                              | Chris Evans        | Chris Evans          |                      |                   |
| Natasha Romanoff Black Widow                     | Scarlett Johansson                       | Scarlett Johansson | Scarlett Johansson   | Scarlett Johansson   |                   |
| Everett K. Ross                                  |                                          |                    | Martin Freeman       | Martin Freeman       |                   |
| Thaddeus "Thunderbolt" Ross                      | William Hurt                             |                    | William Hurt         | William Hurt         |                   |
| Erik Selvig                                      | Stellan Skarsgård                        | Stellan Skarsgård  |                      | Stellan Skarsgård    |                   |
| Shuri                                            |                                          |                    | Letitia Wright       | Letitia Wright       |                   |
| Sif                                              | Jaimie Alexander                         | Jaimie Alexander   |                      | Jaimie Alexander     |                   |
| Tony Stark Iron Man                              | Robert Downey Jr.                        | Robert Downey Jr.  | Robert Downey Jr.    |                      |                   |
| Stephen Strange                                  |                                          |                    | Benedict Cumberbatch | Benedict Cumberbatch |                   |
| T'Challa Black Panther                           |                                          |                    | Chadwick Boseman     |                      |                   |
| Thor                                             | Chris Hemsworth                          | Chris Hemsworth    | Chris Hemsworth      | Chris Hemsworth      |                   |
| Hope van Dyne Wasp                               |                                          | Evangeline Lilly   | Evangeline Lilly     |                      | Evangeline Lilly  |
| Vision                                           |                                          | Paul Bettany       | Paul Bettany         |                      |                   |
| Sam Wilson Falcon                                |                                          | Anthony Mackie     | Anthony Mackie       |                      | Anthony Mackie    |
| Wong                                             |                                          |                    | Benedict Wong        | Benedict Wong        |                   |

## Estrena

### Distribució teatral
Amb el temps, els drets de distribució de les pel·lícules de Marvel Studios van canviar de mans en diverses ocasions. El novembre de 2006, Universal Pictures va anunciar que distribuiria L'increïble Hulk (2008), en un acord separat de l'acord de 2005 de Marvel amb Paramount, que distribuïa les altres pel·lícules de Marvel. El setembre de 2008, després de l'èxit internacional d' Iron Man (2008), Paramount va signar un acord per tenir els drets de distribució mundial d' Iron Man 2 (2010), Iron Man 3 (2013), Thor (2011), Captain America: The First Avenger. (2011) i The Avengers (2012).
A finals de desembre de 2009, The Walt Disney Company va comprar Marvel Entertainment per 4 dòlars mil milions. A més, a l'octubre de 2010, Walt Disney Studios va comprar els drets de distribució de The Avengers i Iron Man 3 a Paramount Pictures, amb el logotip de Paramount restant a les pel·lícules, així com per a material promocional i mercaderies, tot i que Walt Disney Studios Motion Pictures és l'únic estudi acreditat al final d'aquestes pel·lícules. Disney ha distribuït totes les pel·lícules posteriors de Marvel Studios. El juliol de 2013, Disney va comprar els drets de distribució d' Iron Man, Iron Man 2, Thor i Captain America: The First Avenger de Paramount. L'increïble Hulk no formava part de l'acord, a causa d'un acord entre Marvel i Universal, on Marvel posseeix els drets de la pel·lícula i Universal posseeix els drets de distribució, per a aquesta pel·lícula, així com el dret de preferència per distribuir futures pel·lícules de Hulk. Segons The Hollywood Reporter, una possible raó per la qual Marvel no ha comprat els drets de distribució de pel·lícules de Hulk com va fer amb Paramount per a les pel·lícules d'Iron Man, Thor i Captain America és perquè Universal té els drets del parc temàtic de diversos personatges de Marvel que Disney vol els seus propis parcs temàtics.

#### Pel·lícules de l'Spiderman
El febrer de 2015, Sony Pictures Entertainment i Marvel Studios van anunciar un acord de llicència que permetria que Spider-Man aparegués a l'Univers cinematogràfic de Marvel, amb el personatge que va aparèixer per primera vegada a Captain America: Civil War. Marvel Studios va explorar oportunitats per integrar altres personatges del Marvel Cinematic Universe en futures pel·lícules de Spider-Man finançades, distribuïdes i controlades per Sony Pictures, amb Robert Downey Jr. el primer confirmat per repetir el seu paper de Tony Stark / Iron Man. a Spider-Man: Homecoming (2017). El juny de 2015, Feige va aclarir que l'acord inicial de Sony no s'aplica a la sèrie de televisió MCU, ja que era "molt específic... amb una certa quantitat d'anada i tornada permès". Tots dos estudis tenen la possibilitat de rescindir l'acord en qualsevol moment, i no es van intercanviar diners amb l'acord. No obstant això, es va fer un petit ajust a un acord de 2011 format entre els dos estudis (on Marvel va obtenir el control total dels drets de comercialització de Spider-Man, a canvi de fer un pagament únic de 175 dòlars). milions a Sony i pagant fins a 35 dòlars milions per a cada futura pel·lícula de Spider-Man i renunciant a rebre el 5% anterior dels ingressos de qualsevol pel·lícula de Spider-Man), amb Marvel reduint els seus 35 dòlars. milions de pagaments a Sony si Spider-Man: Homecoming recaptés més de 750 dòlars milions. Marvel Studios encara va rebre el 5% del primer dòlar brut de la pel·lícula. Sony també va pagar a Marvel Studios una tarifa de productor no revelada per Homecoming.
L'agost de 2019, es va informar que Disney i Sony no podien arribar a un nou acord pel que fa a les pel·lícules de Spider-Man, amb Marvel Studios i Feige que es va dir que ja no tenien cap participació en futures pel·lícules. Data límit Hollywood va assenyalar que Disney esperava que les pel·lícules futures fossin un "acord de cofinançament 50/50 entre els estudis", amb la possibilitat d'estendre l'acord a altres pel·lícules relacionades amb Spider-Man, una oferta que Sony va rebutjar i no va contrarestar. En canvi, Sony esperava mantenir els termes de l'acord anterior (Marvel rebent el 5% del primer dòlar brut de la pel·lícula), i Disney es va negar. The Hollywood Reporter va afegir que la manca d'un nou acord suposaria la fi de l' Hollandès Spider-Man a l'MCU. Variety va citar fonts anònimes que van afirmar que les negociacions havien "tocat en un punt mort" i que encara es podria arribar a un nou acord. El setembre de 2019, es va anunciar que Disney i Sony havien arribat a un nou acord que permetia que Spider-Man aparegués a Spider-Man: No Way Home (2021) com a tercera pel·lícula coproduïda per Marvel Studios i Sony Pictures i un futur. Pel·lícula de Marvel Studios. Es va informar que Disney cofinançava el 25% de la pel·lícula a canvi del 25% dels beneficis de la pel·lícula en el nou acord, mentre conservava els drets de comercialització del personatge.
El novembre de 2021, la productora Amy Pascal va revelar que Sony i Marvel Studios tenien previst fer almenys tres pel·lícules més de Spider-Man protagonitzades per Holland, i el treball en la primera d'aquestes pel·lícules es preparava per començar. Tanmateix, The Hollywood Reporter va assenyalar que no hi havia plans oficials per a una nova trilogia, malgrat la forta relació de treball entre els estudis. El mes següent, Feige va dir que ell, Pascal, Disney i Sony estaven "començant a desenvolupar activament" la següent història de Spider-Man, assegurant que no hi hauria cap "trauma de separació" entre Far From Home i No Way Home..

### Mitjans domèstics

#### Físic
El juny de 2012, Marvel va anunciar una caixa de 10 discos titulada "Marvel Cinematic Universe: Phase One – Avengers Assembled", per al seu llançament el 25 de setembre de 2012. El conjunt inclou les sis pel·lícules de la fase 1: Iron Man, L'increïble Hulk, Iron Man 2, Thor, Captain America: The First Avenger i The Avengers, en Blu-ray i Blu-ray 3D, en una rèplica d'El maletí de Nick Fury de The Avengers. L'agost de 2012, la companyia d'equipatges Rimowa GmbH, que va desenvolupar el maletí per a The Avengers, va presentar una demanda contra Marvel Studios i Buena Vista Home Entertainment a la cort federal dels Estats Units, queixant-se que "Marvel no va obtenir cap llicència o autorització de Rimowa per fer còpies de còpies dels casos per a qualsevol finalitat". El conjunt es va endarrerir a principis de 2013 perquè l'embalatge es redissenyés. La caixa, amb una caixa redissenyada, es va llançar el 2 d'abril de 2013. A més, el conjunt de caixa incloïa un reportatge de les pel·lícules de la Fase Dues, que mostraven imatges i art conceptual, així com escenes eliminades inèdites de totes les pel·lícules de la Fase Un.
El juliol de 2015, Marvel va anunciar una caixa de 13 discos titulada "Marvel Cinematic Universe: Phase Two Collection", per al seu llançament el 8 de desembre de 2015, exclusiu d'Amazon.com. La caixa inclou les sis pel·lícules de la fase 2: Iron Man 3, Thor: The Dark World, Captain America: The Winter Soldier, Guardians of the Galaxy, Avengers: Age of Ultron i Ant-Man, en Blu-ray. Blu-ray 3D i una còpia digital, en una rèplica de l'Orb de Guardians of the Galaxy, a més d'un disc extra i records exclusius. El material del disc de bonificació inclou tots els One-Shots de Marvel amb comentaris, escenes suprimides i funcions creatives de preproducció per a cadascuna de les pel·lícules, reportatges sobre la realització de les escenes posteriors als crèdits de les pel·lícules i primeres vistes al Capità Amèrica. : Civil War, Doctor Strange i Guardians of the Galaxy Vol. 2.
El setembre de 2019, Feige va indicar que s'estrenaria una caixa amb les 23 pel·lícules de The Infinity Saga, amb el conjunt que inclou escenes suprimides i altres imatges inèdites, com ara una presa alternativa de l'escena posterior als crèdits de Nick Fury d' Iron Man, que fa referència a Spider-Man, Hulk i X-Men. La caixa, que inclou les 23 pel·lícules en Blu-ray i Blu-ray Ultra HD, un disc extra, una carta de Feige i una peça d'art litografia de Matt Ferguson, es va publicar el 15 de novembre de 2019, exclusivament a Best Buy.

#### Reproducció en línia i cable
El març de 2008, Marvel Studios va vendre els drets de transmissió per cable dels EUA a FX per a cinc de les seves pel·lícules, incloses Iron Man i L'increïble Hulk, durant quatre anys. FX també va adquirir els drets d' Iron Man 3 el maig de 2013. El setembre de 2014, TNT va adquirir els drets d'emissió per cable dels Estats Units de cinc pel·lícules de Marvel Studios, començant per Avengers: Age of Ultron, per a la seva emissió dos anys després del seu estrena a les sales.
Tots els llançaments de Marvel Studios del gener del 2016 al desembre del 2018 estaven disponibles a Netflix. Captain Marvel va ser la primera pel·lícula distribuïda per Walt Disney Studios Motion Pictures que no es va reproduir a Netflix, després que Disney va deixar caducar el seu acord de llicència amb ells. Es va convertir en el primer llançament cinematogràfic de Disney que es va emetre exclusivament a Disney+, que es va llançar el 12 de novembre de 2019. Bloomberg News va informar que les pel·lícules que formen part de l'acord de Disney amb Netflix tornarien a Netflix a partir del 2026, mentre s'eliminen de Disney +.
L'abril de 2021, Sony va signar un acord amb Disney per als seus estrenes al cinema del 2022 al 2026 per reproduir-se a Disney+ i Hulu i aparèixer a les xarxes de televisió lineals de Disney per a la seva "finestra de pagament 2". A més, el contingut heretat de Sony, incloses les pel·lícules anteriors de Spider-Man i el contingut de Marvel a l'Univers Spider-Man (SSU) de Sony, es podria reproduir a Disney+ i Hulu. L'accés de Disney als títols de Sony es produiria després de la seva disponibilitat a Netflix per a la seva "finestra de pagament". Homecoming i Spider-Man: Far From Home (2019) havien estat prèviament disponibles a Starz i FX.

### 10è aniversari del festival IMAX
Del 30 d'agost al 6 de setembre de 2018, juntament amb les celebracions del 10è aniversari de Marvel Studios, es van projectar a IMAX les 20 pel·lícules estrenadas en aquell moment (Iron Man a través de Ant-Man and the Wasp). Les pel·lícules es van mostrar per ordre d'estrena, amb quatre pel·lícules per dia. Els darrers dies del festival van estar relacionats amb temes, amb una mostra pel·lícules "d'origen" (Iron Man, Spider-Man: Homecoming, Black Panther i Doctor Strange), una mostrant "equips" (Guardians of the Galaxy Vol. 2)., Captain America: Civil War, The Avengers, and Avengers: Infinity War), i l'últim dia mostrant Iron Man i The Avengers escollits pels fans a través d'una enquesta de Twitter. El festival també va veure Iron Man, L'increïble Hulk i Captain America: The First Avenger llançats a IMAX per primera vegada.